# Ordine della gloria (Kazakistan)
L'Ordine della gloria è un'onorificenza del Kazakistan.

## Storia
L'Ordine è stato fondato nel 1993.

## Classi
L'Ordine dispone delle seguenti classi di benemerenza:
- I classe
- II classe

|           |          |
| Nastri    |          |
| II Classe | I Classe |

## Assegnazione
L'Ordine è assegnato ai cittadini:
- per l'eccellenza nella leadership di comando e controllo, per il mantenimento dell'alta prontezza al combattimento delle truppe e la fornitura di difesa nazionale;
- per l'eccellente organizzazione del servizio militare e domestico, della sicurezza nazionale, del rafforzamento dello stato di diritto e dell'ordine pubblico.

## Insegne
- L'insegna della II classe è una stella a otto punte d'argento. La stella viene intersecata da spade e lance. Al centro della stella vi è un medaglione con un arco sovrapposto a tre frecce.
- La  placca della I classe è una stella a otto punte d'argento con rubini alle estremità
- Il  nastro è azzurro con il bordo destro rosso.